# بابلو كافاييرو
بابلو كافاييرو (بالإسبانية: Pablo Cavallero)‏ مواليد 13 أبريل 1974 في لوماس دي ثامورا، الأرجنتين، هو لاعب كرة قدم أرجنتيني سابق كان يلعب كحارس مرمى. سبق له أن لعب في كأس العالم لكرة القدم مع منتخب بلاده. فاز بميدالية أوليمبية في مسابقة كرة القدم. لعب خلال مسيرته 254 مباراة سجل خلالها 0 أهداف.

## مرحلة الشباب

### أندية لعب لها
- فيليز سارسفيلد

## المسيرة الاحترافية

### أندية لعب لها
- فيليز سارسفيلد
- إسبانيول
- سلتا فيغو
- نادي ليفانتي
- بنيارول

## روابط خارجية
- بابلو كافاييرو على موقع الاتحاد الدولي (مؤرشف)  (الإنجليزية)
- بابلو كافاييرو على موقع قاعدة بيانات كرة القدم.إي يو (الإنجليزية)
- بابلو كافاييرو على موقع ناشيونال فوتبول تيمز (الإنجليزية)
- بابلو كافاييرو على موقع Soccerway.com (الإنجليزية)
- بابلو كافاييرو على موقع عالم كرة القدم.نت (الإنجليزية)
- بابلو كافاييرو على موقع أوليمبيديا (الإنجليزية)